# Terraforming Mars
Terraforming Mars es un juego de mesa para entre uno y cinco jugadores creado por el diseñador de juegos Jacob Fryxelius y publicado originalmente en 2016 por la empresa sueca FryxGames, de la que el propio Fryxelius es fundador. Existe una edición en español a cargo de Maldito Games, así como ediciones en numerosos otros idiomas.
En Terraforming Mars, los jugadores toman el papel de corporaciones que trabajan juntas para terraformar el planeta Marte, elevando la temperatura, añadiendo oxígeno a la atmósfera, cubriendo la superficie del planeta con agua y creando vida vegetal y animal. El juego incorpora elementos de gestión de recursos, construcción de motores de cartas y planificación estratégica. La partida finaliza en la ronda en la que se consigue llevar dichos parámetros hasta ciertos niveles, proclamándose vencedor aquel que haya contribuido de forma más intensa a la consecución del objetivo.

## Expansiones
El juego cuenta con las siguientes expansiones:
- Hellas and Elysium (2017), que agrega un nuevo tablero de doble cara que representa dos nuevas regiones de Marte. Cada región tiene su propio diseño de terreno, hitos y logros finales del juego.
- Venus Next (2017), que añade una nueva zona que representa a Venus como una nueva oportunidad de terraformación y nuevas cartas relacionadas con Venus para el mazo.
- Preludie (2018), que agrega cartas de preludio que los jugadores toman durante la configuración inicial para impulsar su producción y terraformación.
- Colonies (2018), que agrega áreas alrededor del Sistema Solar para que los jugadores colonicen y viajen, brindando formas alternativas de obtener recursos sin tener que jugar cartas.
- Turmoil (2019), que agrega un gobierno marciano con varias facciones políticas, cada una con sus propias agendas, sobre las que los jugadores pueden influir para obtener varias bonificaciones.
- Prelude 2 (2024), que agrega cinco nuevas cartas de corporación, 25 cartas de preludio y 24 cartas de proyecto.
- Milestones and Awards (2024), que permite a los jugadores aleatorizar 35 hitos y 35 premios.
- Automa (2024), que ofrece un nuevo modo de juego en solitario.
- Amazonis & Vastitas (2024), que agrega un nuevo tablero de doble cara que representa dos nuevas regiones de Marte, cada una con su propio diseño de terreno, hitos y logros finales, junto con parámetros globales más extensos en una región; también incluye mosaicos adicionales de océano y ciudad/vegetación, un mosaico de Proyecto Estándar y un nuevo tablero de Venus.
- Utopia & Cimmeria (2024), que agrega un nuevo tablero de doble cara que representa dos nuevas regiones de Marte.

## Premios y nominaciones
Entre otras distinciones, Terraforming Mars ha obtenido las siguientes:
- 2018 Ganador del premio As d'Or en la categoría de juegos para expertos
- 2017 Ganador del premio Tric Trac de plata
- 2017 Nominado al premio Kennerspiel des Jahres
- 2017 Juego recomendado en los premios Juego del Año
- 2017 Nominado en los International Gamers Award en la categoría de estrategia general  multijugador
- 2017 Ganador del premio Deutscher Spiele Preis en la categoría de mejor juego familiar y de adultos
- 2016 Ganador del premio Meeples Choice Award
- 2016 Nominado al premio Golden Geek en las categorías de juego del año, juego de estrategia y mejor juego en solitario.